# Turó de les Fosses
El Turó de les Fosses és una muntanya de 1.087 metres que es troba al municipi de Ripoll, a la comarca catalana del Ripollès.
Al cim podem trobar-hi un vèrtex geodèsic (referència 291087001).